# ستیتسویل وارد
ستیتسویل وارد (انگلیسی: Stittsville Ward) یا بخش شش یک بخش شهرداری در اتاوا، انتاریو، کانادا است.